# سنگ‌نگاره سرباز ساسانی
سنگ‌نگاره سرباز ساسانی، سنگ‌نگاره‌ای متعلق به دوره ساسانی است. این سنگ‌نگاره در سال ۱۹۸۸ میلادی و در بحبوحه جنگ ایران و عراق به امارات متحده عربی قاچاق شده بود. در سال ۲۰۰۶ از امارات خارج شد و در فرودگاه استانستد لندن توسط نیروهای مرزبانی بریتانیا توقیف شد و به مدت سه ماه در موزه بریتانیا به امانت نمایش داده شد. نهایتاً تیر ۱۴۰۲ به ایران استرداد شد و از ۱۹ تیر همین سال در موزه ملی ایران به نمایش درآمد.
این مجسمه سنگی متعلق به دوره ساسانی و یادآور سنگ‌نوشته‌های کرتیر در استان فارس است و کارشناسان موزه بریتانیا نیز اصالت آن را تأیید و منشأ آن را منطقه فارس اعلام کرده‌اند. نخستین بار روزنامه گاردین از کشف و ضبط چنین سنگ‌نگاره‌ای توسط گشت مرزی بریتانیا و نگهداری آن در موزه بریتانیا اطلاع داد.
در این سنگ‌نگاره که ارتفاعش کمی بیش از یک متر است، مردی با حالتی موقر و در حالی که یک دستش را بالا برده دیده می‌شود.